# Núbia (DC Comics)
Princesa Nubia é uma personagem fictícia de histórias em quadrinhos publicadas pela editora estadunidense DC Comics, como Mulher Maravilha da Ilha Flutuante (no original, Wonder Woman of the Floating Isle) foi criada Robert Kanigher e Don Heck, estreou em Wonder Woman (vol. 1) # 204, (janeiro de 1973), sendo a irmã gêmea de etnia negra da Mulher-Maravilha (Princesa Diana), sendo filha da Rainha Hipólita da Ilha Paraíso. A primeira super heroína negra do Universo DC, anos depois de Crises nas Infinitas Terras, reintroduzida e reformulada por Doselle Young e Brian Denham como Nu'bia estreou em Mulher-Maravilha Anual (vol. 2) # 8 (1999). Em Crise Final # 7 (Mar. 2009) representava uma realidade em que a Mulher-Maravilha era de descendência africana, A Rainha da Amazonia. No Multiverso, foi revelada ser a Mulher Maravilha da Terra-23 em Action Comics vol. 2 # 9. (Jul. 2012).

## História

### Pré-Crise
Após a fase sem superpoderes, Mulher-Maravilha tem seus superpoderes restituídos por sua mãe Hipólita. Ganhando novamente o uniforme e o direito de usar o nome de Mulher-Maravilha, ela combate uma gladiadora chamada Nubia. Assim como Diana, ela foi criada pela rainha Hipólita através do barro, enquanto Diana foi feita a partir de um barro mais claro, Núbia foi feita com um barro mais escuro. Ambas são trazidas à vida pelos deuses, mas, enquanto Diana foi criada na ilha das amazonas, Nubia foi raptada pelo deus da guerra Ares e levada a uma ilha flutuante, onde só haviam homens e a menina foi criada para ser uma destemida guerreira, aprendendo assim técnicas mais agressivas de luta. A personagem liderou uma ilha flutuante formada apenas por homens, e já chegou a lutar contra Diana, apresentando até uma certa superioridade contra ela. Através de um controle mental, por conta de um anel usado por Núbia, as duas irmãs se enfrentam, mas logo o feitiço é quebrado e ambas lutam juntas contra a deidade malfeitora. Isso acontece na edição número 1 de ‘Superamigos’, onde Hipólita revela o passado de ambas, e a forçada separação. Núbia, sob influência de Ares, é uma ameaçadora adversária para a princesa das amazonas, mas seu nobre coração nunca lhe permitiu entregar-se ao morticínio.

### Mulher-Maravilha: Terra Um
Núbia é a segunda no comando das Amazonas e conselheira mais próxima da Rainha Hipólita.

### Mulher-Maravilha 77
Na história em quadrinhos Mulher-Maravilha '77 Encontra a Mulher Biônica #4 de Andy Mangels, que é continuidade da série de televisão As Novas da Mulher-Maravilha com Lynda Carter e A Mulher Biônica com Lindsay Wagner,a personagem ex-policial Carolyn Hamilton interpretada por Jayne Kennedy que aparecendo no episódio Golpe Mortal (no original, Knockout) após a aposentadoria casou-se com uma mulher (a ex-nazista Fausta Grables) e assume a identidade de Núbia na Ilha Paraíso..  

### Mulher-Maravilha:Estado Futuro
Em "Mulher-Maravilha Estado Futuro" foi revelado que                                                                            a princesa amazona Núbia é a Mulher Maravilha, herdando o título de campeã das Amazonas após a princesa Diana e Yara Flor . Ela é a lendária Princesa Perdida das Amazonas, filha de Hipólita e meia-irmã de Diana, mas abandonada e esquecida por motivos não revelados.

### Infinite Frontier
Núbia foi reintroduzida como uma campeã amazônica encarregada de proteger o Portal da Perdição, um portal infernal em Themyscira. 
Núbia logo se torna Rainha das Amazonas quando Hipólita retorna ao Mundo dos Homens para substituir Diana (após a morte da mesma) na mais nova versão da Liga da Justiça . 
Embora Núbia não seja mais gêmea de Diana, as duas nasceram no mesmo dia e compartilham um relacionamento próxima. 
Núbia também é mostrada como tendo um relacionamento amoroso com a ferreira amazona Io.

## Antagonista
Em 1977, uma boneca da personagem foi lançada pela empresa Mego como antagonista da Mulher-Maravilha.

## Outras mídias
A série de TV dos anos 70, Mulher Maravilha, estrelada por Lynda Carter , estava perto de apresentar Núbia. Teresa Graves, atriz que estrelou Get Christie Love! e a primeira atriz negra com sua própria série de TV, foi escolhida para interpretar a irmã de Diana no programa. Quando a série mudou de ABC para CBS, a rede decidiu não executar o enredo.